# Thorapadi (Vellore)
Thorapadi è una suddivisione dell'India, classificata come town panchayat, di 14.292 abitanti, situata nel distretto di Vellore, nello stato federato del Tamil Nadu. In base al numero di abitanti la città rientra nella classe IV (da 10.000 a 19.999 persone).

## Geografia fisica
La città è situata a 12° 52' 27 N e 79° 07' 44 E.

## Società

### Evoluzione demografica
Al censimento del 2001 la popolazione di Thorapadi assommava a 14.292 persone, delle quali 7.749 maschi e 6.543 femmine. I bambini di età inferiore o uguale ai sei anni assommavano a 1.048, dei quali 533 maschi e 515 femmine. Infine, coloro che erano in grado di saper almeno leggere e scrivere erano 10.510, dei quali 6.094 maschi e 4.416 femmine.